# 西加平
西加平（にしかへい）は、東京都足立区の町名。現行行政地名は西加平一丁目および二丁目。住居表示実施済区域。

## 地理
足立区の東部に位置する。南北に首都高速6号三郷線と綾瀬川が縦断する。一丁目東部には加平出入口が存在する。全域で区画整理事業が進行している。

## 歴史
かつては嘉兵衛新田の一部であった。旧町名は西加平町、六町、東栗原町。

### 沿革
- 1889年（明治22年）5月1日 - 市制町村制の施行により花又村、久左衛門新田、長左衛門新田、六ツ木村、嘉兵衛新田、久右衛門新田、辰沼新田、内匠新田の8か村を合併統合し花畑村が発足。
- 1932年（昭和7年）10月1日 - 千住町、西新井町、梅島町、舎人村、渕江村、伊興村、江北村、綾瀬村、東渕江村とともに東京市へ編入され足立区となる。嘉兵衛新田の西側から西加平町が成立。東側からは同時に東加平町が成立するが、後に現在の加平と北加平町に分かれた。

## 世帯数と人口
2025年（令和7年）1月1日現在（足立区発表）の世帯数と人口は以下の通りである。
| 丁目         | 世帯数  | 人口    |
| ------------ | ------- | ------- |
| 西加平一丁目 | 392世帯 | 661人   |
| 西加平二丁目 | 380世帯 | 697人   |
| 計           | 772世帯 | 1,358人 |

### 人口の変遷
国勢調査による人口の推移。
| 年                 | 人口  |
| ------------------ | ----- |
| 1995年（平成7年）  | 955   |
| 2000年（平成12年） | 784   |
| 2005年（平成17年） | 748   |
| 2010年（平成22年） | 762   |
| 2015年（平成27年） | 368   |
| 2020年（令和2年）  | 1,170 |

### 世帯数の変遷
国勢調査による世帯数の推移。
| 年                 | 世帯数 |
| ------------------ | ------ |
| 1995年（平成7年）  | 340    |
| 2000年（平成12年） | 299    |
| 2005年（平成17年） | 306    |
| 2010年（平成22年） | 345    |
| 2015年（平成27年） | 174    |
| 2020年（令和2年）  | 589    |

## 学区
区立小・中学校に通う場合、学区は以下の通りとなる（2023年4月時点）。なお、足立区では学校選択制度を導入しており、区内全域から選択することが可能。ただし、小学校に関しては、2018年（平成30年）度から学区域または学区域に隣接する学校のみの選択になる。
| 丁目         | 番地 | 小学校             | 中学校             |
| ------------ | ---- | ------------------ | ------------------ |
| 西加平一丁目 | 全域 | 足立区立加平小学校 | 足立区立青井中学校 |
| 西加平二丁目 | 全域 | 足立区立加平小学校 | 足立区立青井中学校 |

## 事業所
2021年（令和3年）現在の経済センサス調査による事業所数と従業員数は以下の通りである。
| 丁目         | 事業所数 | 従業員数 |
| ------------ | -------- | -------- |
| 西加平一丁目 | 17事業所 | 427人    |
| 西加平二丁目 | 34事業所 | 455人    |
| 計           | 51事業所 | 882人    |

### 事業者数の変遷
経済センサスによる事業所数の推移。
| 年                 | 事業者数 |
| ------------------ | -------- |
| 2016年（平成28年） | 17       |
| 2021年（令和3年）  | 51       |

### 従業員数の変遷
経済センサスによる従業員数の推移。
| 年                 | 従業員数 |
| ------------------ | -------- |
| 2016年（平成28年） | 226      |
| 2021年（令和3年）  | 882      |

## 交通

### 鉄道
つくばエクスプレスが南北を通るが、鉄道駅は無い。

### 道路
- 首都高速三郷線
- 花畑街道
- 東京都道318号環状七号線

## 施設

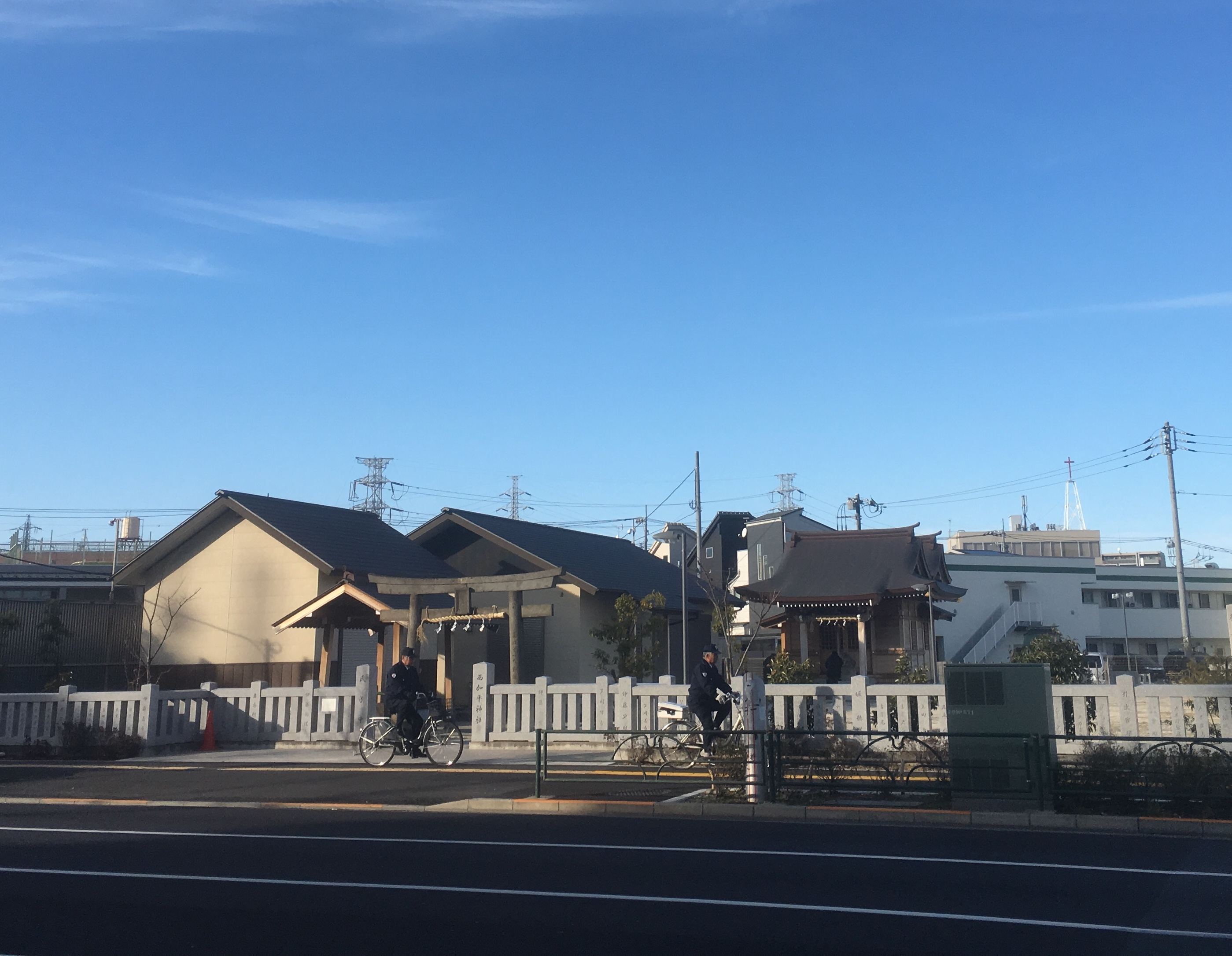
西加平神社

- 足立区立加平小学校
- 足立あおい幼稚園
- 東京電力足立制御所
- 西加平神社（かつての稲荷神社）

## その他

### 日本郵便
- 郵便番号 : 121-0074[3]（集配局 : 足立北郵便局[15]）。